# La Torreta-Puntal de Navarrete
El Paratge Natural Municipal La Torreta-Puntal de Navarrete és un paratge natural municipal del municipi d'Altura (Alt Palància), que es localitza en la confluència en els termes de Les Alcubles i Xèrica, declarat per acord de la Generalitat Valenciana el 10 de març de 2006.

## Orografia i paisatge
Des del punt de vista geològic, la zona d'estudi pertany a la subunitat Calderona-Alt Palància, que ocupa la part meridional de la província de Castelló i limita al sud amb el sector ibèric valencià septentrional, coincidint amb la divisió de la conca del Palància i del Túria.
Des del punt de vista paisatgístic, el sector del paratge que presenta un major interés és l'ombria del barranc de la Torrecilla. La diversitat d'estrats que hi afloren determina un paisatge càrstic caracteritzat per elevades crestes, abruptes barrancs, erosions i abrics naturals, al peu del qual es presenten les masses de pineda, que en conjunt donen lloc a una elevada qualitat paisatgística i ambiental.

## Flora
El paratge presenta un alt valor ecològic, i hi predominen les masses mixtes de pinassa, savina turífera i carrasca, amb un estrat arbustiu de ginebres. El caràcter singular de la vegetació ha fet mereixedora la zona, coneguda com a Puntal de Navarrete, de la figura de microreserva de flora. Les espècies prioritàries d'esta són: Centàurea pinae, Juniperus thurifera i Teucrium angustissum; i la unitat de vegetació prioritària a què pertanyen: pinedes negrals amb savina turífera, considerat hàbitat prioritari a la Unió Europea.
A més, als fons del barranc, principalment en l'entorn de la rambla de la Torrecilla, apareixen xicotets bosquets de ribera pertanyents a l'associació Vinco difformis-Populetum albae, en què apareixen fonamentalment exemplars dels gèneres Populus i Salix.

## Presència humana
Pel que fa al patrimoni historicocultural, el paratge acull un interessant jaciment arqueològic d'origen ibèric a la part alta del turó de la Torrecilla, considerat un dels més importants de l'Alt Palància. Es tracta d'un poblat les restes del qual corresponen a una concepció defensiva i de control (assentament fortificat), destinat a la protecció i vigilància de l'encreuament de camins i de les fonts que afloren al seu peu. S'hi observen, igualment, restes d'emmurallaments en els vessants i un canaló excavat en la roca que arriba fins al poblat des d'una xicoteta presa alçada al barranc adjacent.
A més, des del començament de les cultures agropastorils, la zona ha previst el trànsit transhumant de bestiar entre l'àrea litoral i l'interior muntanyós, i és punt de confluència d'uns quants camins ramaders (un canal i dues senderes). En l'actualitat, estos camins ramaders són utilitzats per a la pràctica de diversos esports de muntanya com el senderisme i el cicloturisme, i el seu traçat està registrat com a part del sender de gran recorregut GR-10, europeu E7, que connecta Puçol amb Lisboa.